# Дудинка (городское поселение)
Дудинка — муниципальное образование со статусом городского поселения в Таймырском Долгано-Ненецком районе Красноярского края.
Административный центр — город Дудинка.
В рамках административно-территориального устройства соответствует административно-территориальной единице город Дудинка (с подчинёнными ему населёнными пунктами) в составе административно-территориальной единицы с особым статусом Таймырский Долгано-Ненецкий район.
До 2005 года на уровне муниципального устройства и до 2007 года на уровне административно-территориального устройства — город окружного значения Дудинка и территория, подведомственная администрации города.

## История
10 декабря 1930 года Дудинский район был образован в составе новообразованного Таймырского (Долгано-Ненецкого) национального округа Восточно-Сибирского края согласно постановлению ВЦИК «Об организации национальных объединений в районах расселения малых народностей Севера».
1 января 1948 года район включал 2 рабочих посёлков (Норильск, Нордвик) и 4 сельсовета (Дудинский, Норильско-Пясинский, Потаповский и Хантайский).
5 марта 1951 года село Дудинка было преобразовано в город окружного подчинения и выведено из состава района, оставаясь, при этом, его центром.
8 мая 1956 года Дудинский район был упразднён, а его территория передана в подчинение Дудинскому горсовету.
В рамках муниципального устройства Таймырского (Долгано-Ненецкого) автономного округа в 2004 году город с подчинёнными ему населёнными пунктами составил муниципальное образование со статусом городского поселения город Дудинка После упразднения ТДНАО, муниципальное образование сохранило свой статус, но уже в составе Таймырского Долгано-Ненецкого муниципального района.

## Население
| 1939    | 1959    | 1970    | 1979    | 1989    | 2002    | 2003    |
| ------- | ------- | ------- | ------- | ------- | ------- | ------- |
| 18 826  | ↘17 906 | ↗22 691 | ↗28 094 | ↗36 527 | ↘27 442 | ↗27 500 |
| 2004    | 2005    | 2006    | 2007    | 2008    | 2009    | 2010    |
| ↘27 401 | ↗27 503 | ↘27 262 | ↘26 867 | ↘26 560 | ↘26 187 | ↘24 022 |
| 2011    | 2012    | 2013    | 2014    | 2015    | 2016    | 2017    |
| ↘23 998 | ↗24 137 | ↘24 080 | ↗24 089 | ↘23 856 | ↘23 559 | ↘23 086 |
| 2018    | 2019    | 2020    | 2021    |         |         |         |
| ↘22 602 | ↘22 487 | ↘22 335 | ↘20 659 |         |         |         |

## Населённые пункты
В состав городского поселения входят 6 населённых пунктов:
| № | Населённый пункт | Тип населённого пункта        | Население |
| - | ---------------- | ----------------------------- | --------- |
| 1 | Волочанка        | посёлок                       | ↘436      |
| 2 | Дудинка          | город, административный центр | ↘19 309   |
| 3 | Левинские Пески  | посёлок                       | ↘101      |
| 4 | Потапово         | посёлок                       | ↘327      |
| 5 | Усть-Авам        | посёлок                       | ↘339      |
| 6 | Хантайское озеро | посёлок                       | ↘233      |

До 1989 года населённые пункты, находившиеся в подчинении Дудинки, образовывали сельсоветы:
- посёлок Волочанка — Волочанский сельсовет;
- посёлок Левинские Пески и посёлок Пшеничный Ручей — Левинский сельсовет;
- посёлок Потапово — Потаповский сельсовет;
- посёлок Тухард и посёлок Мессояха — Мессояхский сельсовет (административный центр располагался в Тухарде);
- посёлок Усть-Авам — Усть-Авамский сельсовет;
- посёлок Хантайское Озеро — Хантайский сельсовет.

С 1989 года сельсоветы были упразднены и заменены администрациями посёлков, однако обозначение сельсовет встречается и после 1989 года.
Официально с 1999 года: территории, подведомственные администрации города Дудинки.
Упразднение сельсоветов с заменой на администрации посёлков официально было утверждено постановлением администрации Таймырского (Долгано-Ненецкого) автономного округа от 28 декабря 2000 года № 552. Этим же постановлением посёлок Пшеничный Ручей был передан непосредственно в подчинение Дудинки. Постановление было отменено 4 января 2002 года как не соответствующее законодательству.
В 2002 году администрация посёлка Тухарда (ранее Мессояхский сельсовет) была передана в подчинение администрации Усть-Енисейского района.
В 2010 году были приняты Закон об административно-территориальном устройстве и реестр административно-территориальных единиц и территориальных единиц Красноярского края, провозгласившие отсутствие сельсоветов в Таймырском Долгано-Ненецком и Эвенкийском районах как административно-территориальных единицах с особым статусом. В Таймырском Долгано-Ненецком автономном округе в границах сельских поселений были утверждены составные территориальные единицы, образованные сельскими населёнными пунктами.
В ОКАТО как объекты административно-территориального устройства сельсоветы выделялись до 2011 года.
Посёлок Пшеничный Ручей был передан непосредственно в подчинение Дудинки, по различным сведениям, в 1998 году либо в 2000 году.
При образовании к 1 января 2005 года Таймырского Долгано-Ненецкого муниципального района территории всех сельсоветов, за исключением Мессояхского, вошли в состав городского поселения Дудинки, территория Мессояхского сельсовета вошла в состав сельского поселения Караул. Пшеничный Ручей и Мессояха в составе муниципального района учтены не были.
В реестре административно-территориальных единиц и территориальных единиц Красноярского края посёлок Пшеничный Ручей и Мессояха отсутствуют. Пшеничный Ручей после 2011 года не учитывается в ОКАТО, в ОКТМО также отсутствует. Посёлок Мессояха в ОКАТО значился до 2011 года, в ОКТМО до 2012 года.
Официальные документы об упразднении данного Пшеничного Ручья и Мессояхи отсутствуют. Фактически территория Пшеничного Ручья учитывается в качестве микрорайона Дудинки, в том числе в правовых актах.

## Транспорт
Самая северная на земном шаре железная дорога и автомобильная дорога связывают Дудинку с городами Норильского промышленного района (98 км) и аэропортом Алыкель (54 км). И шоссе, и железная дорога являются «островными», то есть соединяют исключительно Дудинку и Норильский промышленный район и никак не связаны с остальной сетью дорог страны. Железная дорога Дудинка – Норильск - Талнах не входит в структуру РЖД, а принадлежит ПАО «ГМК «Норильский никель». До 1998 года она была электрифицирована, и по ней круглый год курсировала электричка, которая, в отличие от автодороги, перевозила пассажиров даже в самую ненастную погоду. В 1999 году контактная сеть была снята, электрички и грузовые электровозы перестали ходить – Норильскому ГМК стало невыгодно содержать дорогу электрифицированной, поэтому в настоящее время по железной дороге осуществляется исключительно грузовое движение, обслуживаемое современными дизельными тепловозами.
Протяженность автомобильных дорог общего пользования местного значения составляет 29,4 километра, в том числе 17,0 километров с твёрдым покрытием, из которых 16,0 километров (94.1%) приходится на дороги с усовершенствованным покрытием.
Порт Дудинка (69°21'с.ш. и на 86°10'в.д.) расположен на правом берегу реки Енисей в устье его притока – реки Дудинка, в 220 морских милях от Карского моря. Продолжительность навигации – 310 суток, навигация не осуществляется в период с 20 мая по 15 июня. Летняя навигация составляет 130 дней, с 15 июня по 20 октября. В зимний период на постоянное дежурство заступают ледоколы, обеспечивающие проводку танкерного и сухогрузного флота. Глубины причалов от 8 до 12 м позволяют принимать суда грузоподъемностью до 17 тыс. тонн.
Перевозки грузов и пассажиров в поселки осуществляются речным транспортом, автотранспортом по зимникам либо малой авиацией. Особое значение речной транспорт имеет для снабжения энергоносителями поселка Хантайское Озеро. Сообщение осуществляется от города Дудинки по маршруту река Енисей – река Хантайка – озеро Хантайское. Расстояние между Дудинкой и поселком Хантайское Озеро водным транспортом составляет 319,0 км. До поселка Усть-Авам доставка грузов осуществляется по реке Большая Хета только судами с низкой осадкой и только в период половодья.
Транспортная доступность поселков, подведомственных Администрации города Дудинки.
| № | Населенный пункт | Расстояние, км | Направление                        | Видтранспорта        | Время в пути (часов) |
| - | ---------------- | -------------- | ---------------------------------- | -------------------- | -------------------- |
| 1 | Усть-Авам        | 330            | Дудинка - Усть-Авам                | МИ-8                 | 1,71                 |
| 2 | Волочанка        | 400            | Дудинка - Волочанка                | МИ-8                 | 2,03                 |
| 3 | Хантайское озеро | 280            | Дудинка - Хантайское озеро         | МИ-8                 | 1,47                 |
| 4 | Хантайское озеро | 103 115 115    | Дудинка - Валек - Хантайское озеро | Автобус МИ-8 АН-3    | 2,3 0,81 0,73        |
| 5 | Потапово         | 80 100         | Дудинка - Потапово                 | МИ-8 Вездеход (зима) | 0,53 5,0             |
| 6 | Левинские Пески  | 20             | Дудинка - Левинские Пески          | Вездеход (зима)      | 1,0                  |

## Местное самоуправление
Глава муниципального образования
- Дьяченко Алексей Михайлович (до 27 декабря 2016 г.)
- Гурин Юрий Викторович (с 01 марта 2017 г.)